# ژان فردی گرکو
ژان فردی گرکو (انگلیسی: Jean Freddi Greco؛ زادهٔ ۱۲ فوریهٔ ۲۰۰۱) بازیکن فوتبال اهل ایتالیا است.